# Schöna (Reinhardtsdorf-Schöna)
Schöna ist ein Ortsteil der Gemeinde Reinhardtsdorf-Schöna im Landkreis Sächsische Schweiz-Osterzgebirge.

## Geographie
Schöna liegt südöstlich der sächsischen Landeshauptstadt Dresden im Süden der Sächsischen Schweiz, allerdings zentral im Elbsandsteingebirge. Es befindet sich im Osten des Landkreises Sächsische Schweiz-Osterzgebirge im Landschaftsschutzgebiet Sächsische Schweiz. Das Waldhufendorf liegt im Osten der Gemeinde Reinhardtsdorf-Schöna. Die Ortslage Schöna befindet sich in der Talmulde des Schönaer Dorfbachs, der nordwestlich des Ortes in den im Hirschgrund verlaufenden Mühlgrundbach mündet. Am östlichen Dorfrand von Schöna ragt die Kaiserkrone empor, etwas weiter südlich der markante Zirkelstein, der kleinste Tafelberg der Sächsischen Schweiz.
Der größte Teil der Flur liegt auf der Reinhardtsdorf-Schönaer Ebenheit. Der Nachbarort Reinhardtsdorf grenzt unmittelbar nordwestlich in Höhe Hirschgrund an. Die Schönaer Waldhufenflur, die zum Großteil landwirtschaftlich genutzt wird, umfasst 494 Hektar. Randbereiche der Gemarkung sowie die beiden genannten Berge sind bewaldet. Im Osten der Flur hat Schöna zwischen den Einmündungen von Gelobtbach und Mühlgrundbach Anteil an der Elbe, die hier in einem engen Tal nach Norden fließt und den höchstgelegenen Teil des Elbsandsteingebirges durchbricht. An den Hängen finden sich aufgelassene Steinbrüche, in denen einst Reinhardtsdorfer Sandstein gewonnen wurde.
In der Flussmitte grenzt im Nordosten der Bad Schandauer Ortsteil Schmilka an, im Osten Hřensko (deutsch: Herrnskretschen). Die Ostgrenze der Gemarkung Schöna, identisch mit der Ostgrenze der Gemeinde, verläuft somit entlang der Bundesgrenze zu Tschechien. Nächster Ort in südlicher Richtung ist das vier Kilometer Luftlinie entfernte Dolní Žleb (Niedergrund), ein Ortsteil von Děčín (Tetschen). An der Gelobtbachmühle grenzt es auf einem kurzen Abschnitt an dessen Fluren an. Kleingießhübel, der dritte Ortsteil Reinhardtsdorf-Schönas, liegt vier Kilometer Luftlinie westlich von Schöna, wird von diesem aber durch Reinhardtsdorfer Fluren getrennt.
Die wichtigste Straße auf Schönaer Flur ist die Kreisstraße 8744, die unter dem Namen Hauptstraße die Dorfkerne Reinhardtsdorfs und Schönas erschließt. Von ihr zweigen in Schöna diverse weitere Straßen ab. Eine Verbindungsfunktion mit abgelegenen Ortsteilen und Häusergruppen haben unter ihnen die Straße Hirschgrund sowie die Bahnhofstraße, die zum Bahnhof Schöna an der Bahnstrecke Děčín–Dresden-Neustadt im Elbtal führt. Zudem ist Schöna an das Busnetz des Regionalverkehrs Sächsische Schweiz-Osterzgebirge (RVSOE) angeschlossen.